# Jesús Nazareno, Palmar de Bravo
Jesús Nazareno är en ort i Mexiko.   Den ligger i kommunen Palmar de Bravo och delstaten Puebla, i den sydöstra delen av landet, 170 km öster om huvudstaden Mexico City. Jesús Nazareno ligger 2 169 meter över havet och antalet invånare är 2 821.
Terrängen runt Jesús Nazareno är varierad. Runt Jesús Nazareno är det ganska tätbefolkat, med 185 invånare per kvadratkilometer. Närmaste större samhälle är Palmarito Tochapán, 3,0 km nordväst om Jesús Nazareno. Trakten runt Jesús Nazareno består till största delen av jordbruksmark.